# Ronde van Frankrijk 2019/Negende etappe
De negende etappe van de Ronde van Frankrijk 2019 werd verreden op 14 juli tussen Saint-Étienne en Brioude. Net als in de 8e etappe kregen de vluchters de kans om voor de etappezege te gaan. Op het heuvelachtige parcours hadden weinig renners kans op de etappezege en was er weinig controle vanuit het peloton. Uiteindelijk won de Zuid-Afrikaan Daryl Impey in een sprint-a-deux van Tiesj Benoot en werd hij de eerste Zuid-Afrikaanse etappewinnaar in de Ronde van Frankrijk sinds Robert Hunter in 2007.
| Saint-Étienne – Brioude (170 km) |                   |                    |          |
| Plaats                           | Naam              | Ploeg              | Tijd     |
| 1                                | Daryl Impey       | Mitchelton-Scott   | 4u03'12" |
| 2                                | Tiesj Benoot      | Lotto Soudal       | z.t.     |
| 3                                | Jan Tratnik       | Bahrain-Merida     | + 10"    |
| 4                                | Oliver Naesen     | AG2R La Mondiale   | z.t.     |
| 5                                | Jasper Stuyven    | Trek-Segafredo     | z.t.     |
| 6                                | Nicolas Roche     | Team Sunweb        | + 14"    |
| 7                                | Marc Soler        | Movistar Team      | + 21"    |
| 8                                | Iván García       | Bahrain-Merida     | + 1'50"  |
| 9                                | Simon Clarke      | EF Education First | z.t.     |
| 10                               | Anthony Delaplace | Arkéa Samsic       | + 2'42"  |
|                                  |                   |                    |          |
| 19                               | Bauke Mollema     | Trek-Segafredo     | + 16'25" |

| Algemeen klassement |                    |                       |           |
| Plaats              | Naam               | Ploeg                 | Tijd      |
| 1                   | Julian Alaphilippe | Deceuninck–Quick-Step | 38u37'36" |
| 2                   | Giulio Ciccone     | Trek-Segafredo        | + 23"     |
| 3                   | Thibaut Pinot      | Groupama-FDJ          | + 53"     |
| 4                   | George Bennett     | Team Jumbo-Visma      | + 1'10"   |
| 5                   | Geraint Thomas     | Team INEOS            | + 1'12"   |
| 6                   | Egan Bernal        | Team INEOS            | + 1'16"   |
| 7                   | Steven Kruijswijk  | Team Jumbo-Visma      | + 1'27"   |
| 8                   | Rigoberto Urán     | EF Education First    | + 1'38"   |
| 9                   | Jakob Fuglsang     | Astana Pro Team       | + 1'42"   |
| 10                  | Emanuel Buchmann   | BORA-hansgrohe        | + 1'45"   |
|                     |                    |                       |           |
| 13                  | Xandro Meurisse    | Wanty-Gobert          | + 2'02"   |

1e etappe ·
2e etappe ·
3e etappe ·
4e etappe ·
5e etappe ·
6e etappe ·
7e etappe ·
8e etappe ·
9e etappe ·
10e etappe ·
11e etappe ·
12e etappe ·
13e etappe ·
14e etappe ·
15e etappe ·
16e etappe ·
17e etappe ·
18e etappe ·
19e etappe ·
20e etappe ·
21e etappe
Startlijst · Eindstanden · Afbeeldingen